# Nyckelhålsnemertin
Nyckelhålsnemertin (Amphiporus superbus) är en djurart som tillhör fylumet slemmaskar, och som först beskrevs av William Stimpson 1854. Enligt Catalogue of Life ingår Nyckelhålsnemertin i släktet Amphiporus och familjen Amphiporidae, men enligt Dyntaxa är tillhörigheten istället släktet Amphiporus, och ordningen Hoplonemertea. Det är osäkert om arten förekommer i Sverige. Inga underarter finns listade i Catalogue of Life.